# ديفيد غورلاي
ديفيد غورلاي (بالإنجليزية: David Gourlay)‏ هو لاعب بولينغ بريطاني، ولد في 22 أبريل 1966 في غلاسكو في المملكة المتحدة.

## روابط خارجية
- ديفيد غورلاي على موقع اللجنة الأولمبية الأسترالية (الإنجليزية)
- ديفيد غورلاي على موقع اتحاد ألعاب الكومنولث (مؤرشف) (الإنجليزية)